# Liste der Klassischen Philologen an der Kaiser-Wilhelms-Universität Straßburg
In der Liste der Klassischen Philologen an der ehemaligen Kaiser-Wilhelms-Universität Straßburg sind die Vertreter des Faches Klassische Philologie an der deutschen Universität Straßburg aufgeführt, die von 1872 bis 1918 bestand.
Mit der Gründung der Kaiser-Wilhelms-Universität wurden zwei Lehrstühle für Klassische Philologie eingerichtet, deren Inhaber auch die Klassische Archäologie vertreten sollten. Als erste Professoren wurden der 34-jährige Epigraphiker Ulrich Köhler und der 29-jährige Philologe Wilhelm Studemund berufen. Die philologischen Lehrstühle der Universität Straßburg waren für die meisten späteren Inhaber dritte oder vierte Station. Besonders intensiv war Eduard Schwartz mit der Universität verbunden (Lehrstuhlinhaber 1897–1902 und 1914–1918).
Nach der Niederlage des Deutschen Reichs im Ersten Weltkrieg wurde die Universität Straßburg von der französischen Regierung übernommen und die Professoren der Universität verwiesen.
In Straßburg erschienen von 1879 bis 1918 vierzehn Bände der Reihe Dissertationes philologicae Argentoratenses selectae.

## Liste der Klassischen Philologen
Angegeben ist in der ersten Spalte der Name der Person und ihre Lebensdaten, in der zweiten Spalte wird der Eintritt in die Universität angegeben, in der dritten Spalte das Ausscheiden. Spalte vier nennt die höchste an der Universität Straßburg erreichte Position. An anderen Universitäten kann der entsprechende Dozent eine noch weitergehende wissenschaftliche Karriere gemacht haben. Die nächste Spalte nennt Besonderheiten, den Werdegang oder andere Angaben in Bezug auf die Universität oder das Seminar. In der letzten Spalte werden Bilder der Dozenten gezeigt.
| Wissenschaftler                  | von       | bis       | Funktionen      | Bemerkungen | Bild |
| -------------------------------- | --------- | --------- | --------------- | --- | ---- |
| Ulrich Köhler (1838–1903)        | 1872      | 1876      | Ordinarius      | Epigraphiker, Mitarbeiter des Corpus Inscriptionum Graecarum; wechselte als Leiter des Deutschen Archäologischen Instituts nach Athen; später Professor für Alte Geschichte in Berlin                                             |      |
| Wilhelm Studemund (1843–1889)    | 1872      | 1885      | Ordinarius      | Plautus-Spezialist; wechselte nach Breslau |      |
| Rudolf Schöll (1844–1893)        | 1876      | 1885      | Ordinarius      | Nachfolger Köhlers, Spezialist für griechische Rechtsgeschichte, Rhetorik und Geschichtsschreibung; wechselte nach München |      |
| August Reifferscheid (1835–1887) | 1885      | 1887      | Ordinarius      | Nachfolger Studemunds, Spezialist für griechische Patristik |      |
| Georg Kaibel (1849–1901)         | 1886      | 1897      | Ordinarius      | Nachfolger Schölls, Spezialist für griechische Komödie, Philosophie und Epigraphik; wechselte nach Göttingen |      |
| Wilhelm Frantz (1865–1937)       | 1888      | 1891      | Assistent       | Kaibel-Schüler; wechselte in den Schuldienst |      |
| Friedrich Leo (1851–1914)        | 1888      | 1889      | Ordinarius      | Nachfolger Reifferscheids, Spezialist für Plautus und Seneca; wechselte nach Göttingen |      |
| Eduard Thraemer (1843–1916)      | 1888      | 1908      | Extraordinarius | Privatdozent, 1895 außerordentlicher Professor der Philologie und Archäologie; Spezialist für griechische Frühgeschichte und römische Geschichte Straßburgs                                                                       |      |
| Adolph Kießling (1837–1893)      | 1889      | 1893      | Ordinarius      | Nachfolger Leos, Spezialist für römische Dichtung, besonders Horaz |      |
| Eduard Norden (1868–1941)        | 1891      | 1893      | Assistent       | Bücheler-Schüler, 1892 habilitiert; wechselte nach Greifswald, später nach Breslau und Berlin |      |
| Richard Heinze (1867–1929)       | 1893      | 1900      | Privatdozent    | Latinist, 1893 habilitiert; wechselte nach Berlin, später nach Königsberg und Leipzig |      |
| Richard Reitzenstein (1861–1931) | 1893      | 1911      | Ordinarius      | Nachfolger Kießlings, Papyrologe und Religionswissenschaftler; wechselte nach Freiburg, später nach Göttingen |      |
| Eduard Schwartz (1858–1940)      | 1897 1914 | 1902 1918 | Ordinarius      | Nachfolger Kaibels, Spezialist für griechische Geschichtsschreibung und Patristik; wechselte wider Willen nach Göttingen, später nach Freiburg und kehrte 1913 nach Straßburg zurück; ging nach der Vertreibung 1919 nach München |      |
| Bruno Keil (1859–1916)           | 1890      | 1914      | Ordinarius      | Extraordinarius, 1901 persönlicher Ordinarius, 1902 Lehrstuhlinhaber als Nachfolger von Eduard Schwartz; Spezialist für griechische Rhetorik von der Klassik bis zur byzantinischen Zeit; wechselte nach Leipzig                  |      |
| Alfred Klotz (1874–1956)         | 1905      | 1911      | Privatdozent    | wechselte nach Prag, später nach Erlangen |      |
| Max Wundt (1879–1963)            | 1907      | 1914      | Privatdozent    | Dozent für Klassische Philologie und Philosophie; wechselte nach dem Wehrdienst nach Marburg, später nach Dorpat, Jena und Tübingen                                                                                               |      |
| Richard Laqueur (1881–1959)      | 1909      | 1912      | Ordinarius      | Extraordinarius, 1912 Ordinarius; Spezialist für griechische und römische Geschichtsschreibung, später Althistoriker; wechselte nach Gießen, später nach Tübingen und Halle                                                       |      |
| Wilhelm Crönert (1874–1942)      | 1911      | 1914      | Extraordinarius | Privatdozent, 1914 Extraordinarius (Nachfolger von Thraemer); Papyrologe und Lexikograph; lebte nach der Vertreibung als Privatgelehrter im Schwarzwald                                                                           |      |
| Otto Plasberg (1869–1924)        | 1911      | 1918      | Ordinarius      | Nachfolger Reitzensteins, Spezialist für Cicero; ging nach der Vertreibung 1919 nach Hamburg |      |
| Johannes Stroux (1886–1954)      | 1914      | 1914      | Privatdozent    | März 1914 habilitiert; wechselte nach einem Semester nach Basel (19. August 1914), später nach Kiel, Jena, München und Berlin |      |